# Nelu Bălășoiu
Nelu Bălășoiu (n. 25 iulie 1948, Rogova, România – d. 21 aprilie 2020, Suceava, România) a fost un cântăreț român de muzică populară.
Și-a petrecut copilăria în satul natal și încă din tinerețe și-a manifestat înclinația către muzică, domeniu spre care a fost îndrumat de tatăl său, dar și de marea cântăreață Maria Lătărețu.
A activat la Taraful din Vânju Mare, la Casa de Cultură din Drobeta-Turnu Severin și la Casa Armatei din același municipiu, apoi în cadrul Rapsodiei Române.
O perioadă de succes din cariera sa a constituit colaborarea cu Maria Cornescu, care ulterior i-a devenit soție.
Printre melodiile care l-au făcut celebru se pot enumera „Pentru măicuța bătrînă”, „Leliță cu flori pe conci”, „Mândruța cu ochii verzi”,  „Mândra mea din deal de șură”, „Dragostea-i un lucru mare”, „Te caut, mândro, de mult”, „Leliță de la Tismana”, „Dusei calul pe islaz”, „Plecai să mă plimb pe luncă” și „Aseară fusei la moară”.
După retragerea din activitate, a cântat doar ocazional și în 1996 s-a mutat la Jegălia, Călărași, unde a întemeiat o fermă agricolă.
În perioada 2018-2020, Nelu Bălășoiu a înregistrat trei piese alături de fiul său, Ionuț Bălășoiu, filmând și videoclipuri împreună pentru aceste cântece: „Tu, mamă, când m-ai făcut”, „Îți aduci aminte, mamă” și „Banii, Banii”.